# American Railway Union
L'American Railway Union (ARU) fut le plus grand syndicat des chemins de fer de son temps et un des premiers syndicats industriels aux États-Unis. Il a été fondé le 20 juin 1893, par des cheminots à Chicago, dans l'Illinois, sous la direction d'Eugene Victor Debs, candidat au poste de la présidence socialiste, l'ARU. À la différence des autres syndicats, il fut constitué d'une politique spécifique pour tous les travailleurs des chemins de fer, quel que soit le secteur (artisanale ou service). En un an, l'ARU était chargé de plusieurs centaines de sections locales affiliées et a embauché 150 000 membres, en tirant une grande partie de son appartenance à des syndicats de métier.